# Alfred de Flers
Pour les autres membres de la famille, voir Famille Ango de La Motte-Ango de Flers.
Étienne Marie Alfred de La Motte-Ango, comte de Flers
(27 octobre 1817 - 23 juin 1883) est un homme politique, agriculteur et noble français.

## Biographie

### Vie privée
Il est le fils d'Antoine Guillaume François de La Motte-Ango de Flers, marquis de Flers (1776-1832), colonel des  chevau-léger de la garde du Roi en 1814, et d'Alexandrine Anne de La Pallu (1788-1841).

### Vie publique
Il est l'un des plus riches propriétaires du département de l'Orne, lorsqu'il est élu, le 30 janvier 1876, par 279 voix sur 595 votants, sénateur de l'Orne. 
Il prend place à l'extrême droite, vote, en juin 1877, pour la dissolution de la Chambre des députés, se prononce contre le ministère Dufaure, contre le retour du parlement à Paris, contre l'article 7 de la loi sur l'enseignement supérieur, contre les lois nouvelles sur la presse et le droit de réunion, etc.; il est réélu sénateur le 8 janvier 1882, par 315 voix sur 583 votants, et meurt l'année suivante.